# مجتبی شیری
مجتبی شیری (۷ آبان ۱۳۵۸ در شیراز) بازیکن بازنشسته فوتبال اهل ایران است. وی برادر کوچکتر مهدی شیری دیگر بازیکن فوتبال ایرانی است.
در سال ۱۳۸۹، شیری که در این فصل فرصت چندانی هم برای بازی کردن نداشت، موفق به دریافت پاداش ویژهٔ اخلاق باشگاه پرسپولیس گردید. علی دایی و کادر فنی تیم پرسپولیس تصمیم گرفتند تا او را به‌عنوان «بااخلاق‌ترین بازیکن تیم پرسپولیس» انتخاب نمایند.

## دوران باشگاهی

### آمار
| فصل                 | باشگاه              | بازی | گل |
| ------------------- | ------------------- | ---- | -- |
| ۱۳۸۳–۱۳۸۴           | استقلال اهواز       | ۱۸   | ۰  |
| ۱۳۸۴–۱۳۸۵           | استقلال اهواز       | ۲۸   | ۰  |
| ۱۳۸۵–۱۳۸۶           | استقلال اهواز       | ۳۰   | ۱  |
| ۱۳۸۶–۱۳۸۷           | استقلال اهواز       | ۳۴   | ۴  |
| مجموع استقلال اهواز | مجموع استقلال اهواز | ۱۱۰  | ۵  |
| ۱۳۸۲–۱۳۸۳           | پرسپولیس            | ۱۶   | ۰  |
| ۱۳۸۷–۱۳۸۸           | پرسپولیس            | ۳۰   | ۰  |
| ۱۳۸۸–۱۳۸۹           | پرسپولیس            | ۲۱   | ۰  |
| ۱۳۸۹–۱۳۹۰           | پرسپولیس            | ۱۲   | ۰  |
| مجموع پرسپولیس      | مجموع پرسپولیس      | ۷۹   | ۰  |

## افتخارات
- بازی‌های فوتبال غرب آسیا قهرمان:۲
  - بازی‌های فوتبال غرب آسیا ۲۰۰۸٬۲۰۰۷
- جام خلیج فارس نایب قهرمان:۱
  - ۱۳۸۵–۸۶
- جام حذفی فوتبال ایران
  - قهرمان: ۲
    - ۱۰/۲۰۰۹ با پرسپولیس
    - ۱۱/۲۰۱۰ با پرسپولیس